# Eutomostethus
Eutomostethus (лат.) — род перепончатокрылых из семейства настоящих пилильщиков подсемейства Blennocampinae.

## Экология
Развиваются на злаках (Phyllostachys, Poa), ситниковых (Juncus) и осоковых (Carex). Имаго живут до 35-40 дней.

## Классификация
В мировой фауне более 45 видов.
- Eutomostethus ephippium (Panzer, 1798)
- Eutomostethus gagathinus (Klug, 1814) — Угольный эвтомостетус[2]
- Eutomostethus gagathinus (Klug, 1814)
- †Eutomostethus karimae Nel, Niu & Wei, 2022
- Eutomostethus luteiventris (Klug, 1814)
- Eutomostethus nigrans Blank & Taeger, 1998
- Eutomostethus punctatus (Konow, 1887) — Осоковый эвтомостетус[2]

## Палеонтология
В ископаемом виде известен вид Eutomostethus karimae из отложений эоцена формации Грин-Ривер в США.

## Распространение
Встречается Евразии и Северной Америке. Центром видового богатства является Южная и Восточная Азия. Два вида встречающиеся в Неарктике, вероятно, завезены туда человеком.